# Flughafen Sohag

i8
i11
i13
Der Sohag International Airport (arabisch مطار سوهاج الدولي, DMG Maṭār Sauhāǧ ad-duwalī; IATA-Code: HMB, ICAO-Code: HESG) ist ein öffentlicher Flughafen, 24 km südlich von Sohag in Ägypten.

## Flughafendaten
Er hat eine Asphaltpiste mit 3000 m Länge und 45 m Breite. Die Fläche des Flughafens beträgt 1800 ha. Die Seehöhe beträgt 262 m.

## Geschichte
Der Flughafen wurde am 25. Mai 2010 vom ehemaligen ägyptischen Präsidenten Husni Mubarak als Mubarak International Airport eröffnet. Nach der Revolution in Ägypten 2011 wurde der Flughafen in Sohag International Airport umbenannt.

## Fluggesellschaften und Flugziele
Egypt Air betreibt hier eine Basis und fliegt zu Zielen in Ägypten und Saudi-Arabien.